# Verticillium pseudohemipterigenum
Verticillium pseudohemipterigenum är en svampart som beskrevs av H.C. Evans & Jun 1997. Verticillium pseudohemipterigenum ingår i släktet Verticillium och familjen Plectosphaerellaceae.   Inga underarter finns listade i Catalogue of Life.